# NUR-12ME
NUR-12ME − (oznaczenie producenta EDYTA ME) trójwspółrzędny radar do kontroli obszaru powietrznego na posterunkach radiolokacyjnych. Wykrywa obiekty powietrzne, określając ich współrzędne (azymut, odległość i wysokość), śledzi automatyczne trasy wybranych obiektów oraz wykrywa namiary na nośniki źródeł zakłóceń aktywnych. Radar został opracowany przez polski Przemysłowy Instytut Telekomunikacji (PIT) (współcześnie PIT-RADWAR S.A.). Radar wspierany jest przez zintegrowany system identyfikacji swój-obcy produkowany na licencji Thales przez Centrum Naukowo – Produkcyjne Elektroniki Profesjonalnej Radwar SA (współcześnie PIT-RADWAR S.A.), którego antena umieszczona jest na szczycie głównego masztu antenowego. Obrobiona informacja radiolokacyjna o sytuacji powietrznej wysyłana jest w formacie ASTERIX do obiektów nadrzędnych (np. ASOC, DUNAJ, ACCS).